# Sceliphron
Sceliphron é um género de himenópteros da familia Sphecidae. Está distribuído por todo o mundo, excepto nas regiões polares.

## Biologia
São solitários e usam barro para construir ninhos, por regra em zonas sombrias, por vezes mesmo no interior de portas e janelas; a construção cabe à fêmea, que pode construir uma célula por dia. O barro é transportado do seu local de origem até ao ninho através de dezenas de viagens da fêmea.
As fêmeas adicionam novas células ao ninho uma por uma, à medida que as já construídas vão sendo fornecidas com presas (aranhas paralisadas para alimentar as larvas). Cada célula de barro contém um ovo, podendo as fêmeas pôr em média 15 ovos durante a sua vida.
Vários parasitas atacam esses ninhos, como as vespa-cuco da família Chrysididae, que põem os seus ovos nos ninhos da Sceliphron, sendo tanto a larva ou o ovo desta como a aranha devorados pela larva da vespa-cuco.
Como em outros géneros de insectos, muitas espécies são tropicais. As mais comuns nas zonas temperadas são S. caementarium, S. sprifex e S. curvatum.
Como outras vespas solitárias, as Sceliphron não são agressivas para o homem se não forem atacadas. São consideradas benéficas devido ao seu controle da população de aranhas, embora as próprias aranhas também possam ser úteis no controle de outras pragas. Espécies como a Sceliphron curvatum são invasoras em algumas partes de Europa, onde se tem observado um rápido incremento da sua distribuição nos últimos anos.

## Espécies
Sceliphron Klug 1801
- Sceliphron spirifex Linnaeus 1758 (Sphex); África, Sul da Europa.
- Sceliphron asiaticum Linnaeus 1758 (Sphex), sin. S. figulum; Neotrópicos
- Sceliphron caementarium Drury 1773 (Sphex); América do Norte, chegou à Europa e às ilhas do Pacífico durante os anos 70.
- Sceliphron jamaicense Fabricius 1775; México, Caraíbas
- Sceliphron madraspatanum Fabricius 1781; Mediterrâneo
- Sceliphron (m.) tubifex Latreille 1809; Mediterrâneo
- Sceliphron destillatorium Illiger 1807; Sul do Paleártico
- Sceliphron assimile Dahlbom 1843 (Pelopoeus); Texas, México e Caraíbas
- Sceliphron fistularium Dahlbom 1843; Neotrópicos
- Sceliphron javanum Lepeletier 1845
- Sceliphron coromandelicum Lepeletier 1845
- Sceliphron chilensis Spinola 1851
- Sceliphron laetum Smith 1856; Austrália
- Sceliphron formosum Smith 1856; Austrália
- Sceliphron deforme Smith 1856; Ásia, visto na Europa desde 2004.
- Sceliphron benignum Smith 1859
- Sceliphron curvatum Smith 1870; Ásia, na Europa desde os anos 70
- Sceliphron quartinae Gribodo 1884
- Sceliphron imflexum Sickmann 1894
- Sceliphron nalandicum Strand 1915
- Sceliphron argentifrons Cresson 1916
- Sceliphron bugabense Dalla Torre 1897
- Sceliphron cyclocephalum Dalla Torre 1897
- Sceliphron intermedium Dalla Torre 1897
- Sceliphron rufiventre Dalla Torre 1897
- Sceliphron abdominale Dalla Torre 1897
- Sceliphron soror Dalla Torre 1897
- Sceliphron caucasicum Dalla Torre 1897

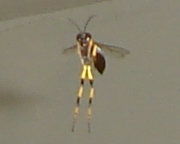
Sceliphron em voo
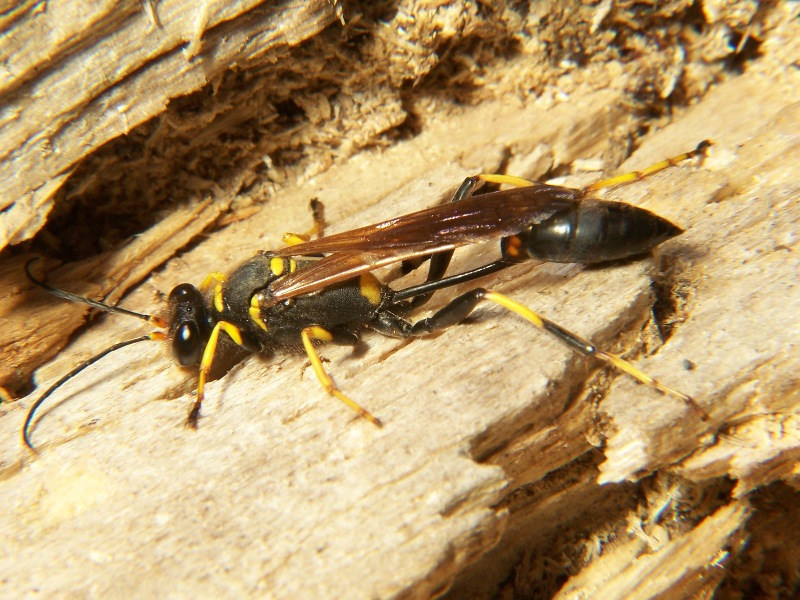
Sceliphron caementarium
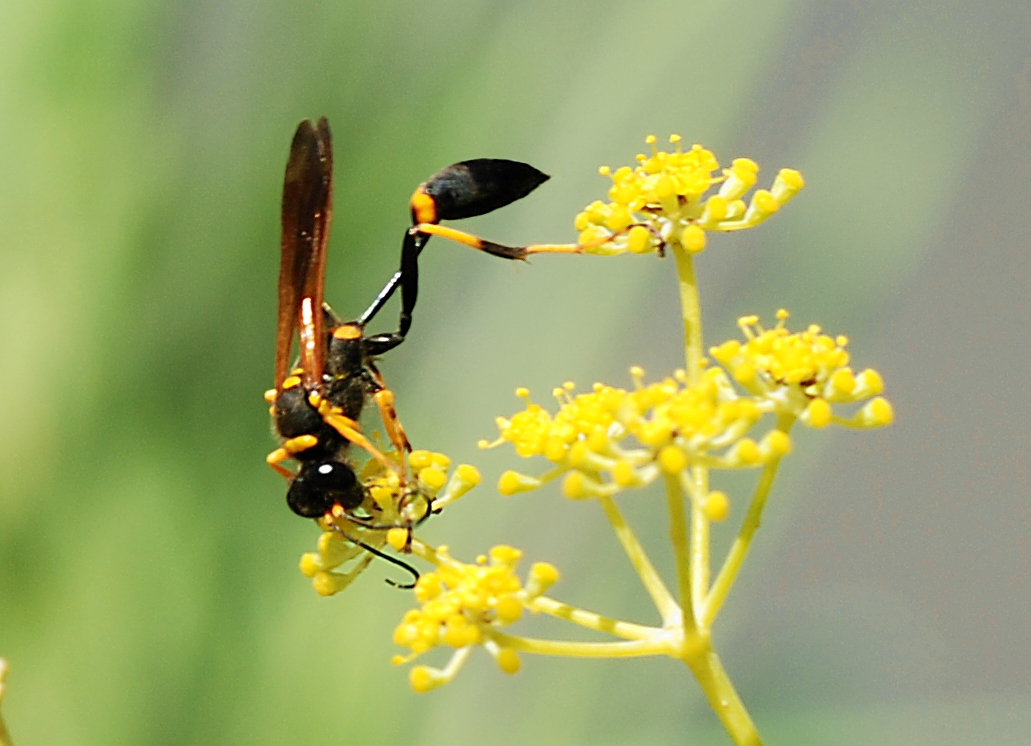
Sceliphron caementarium
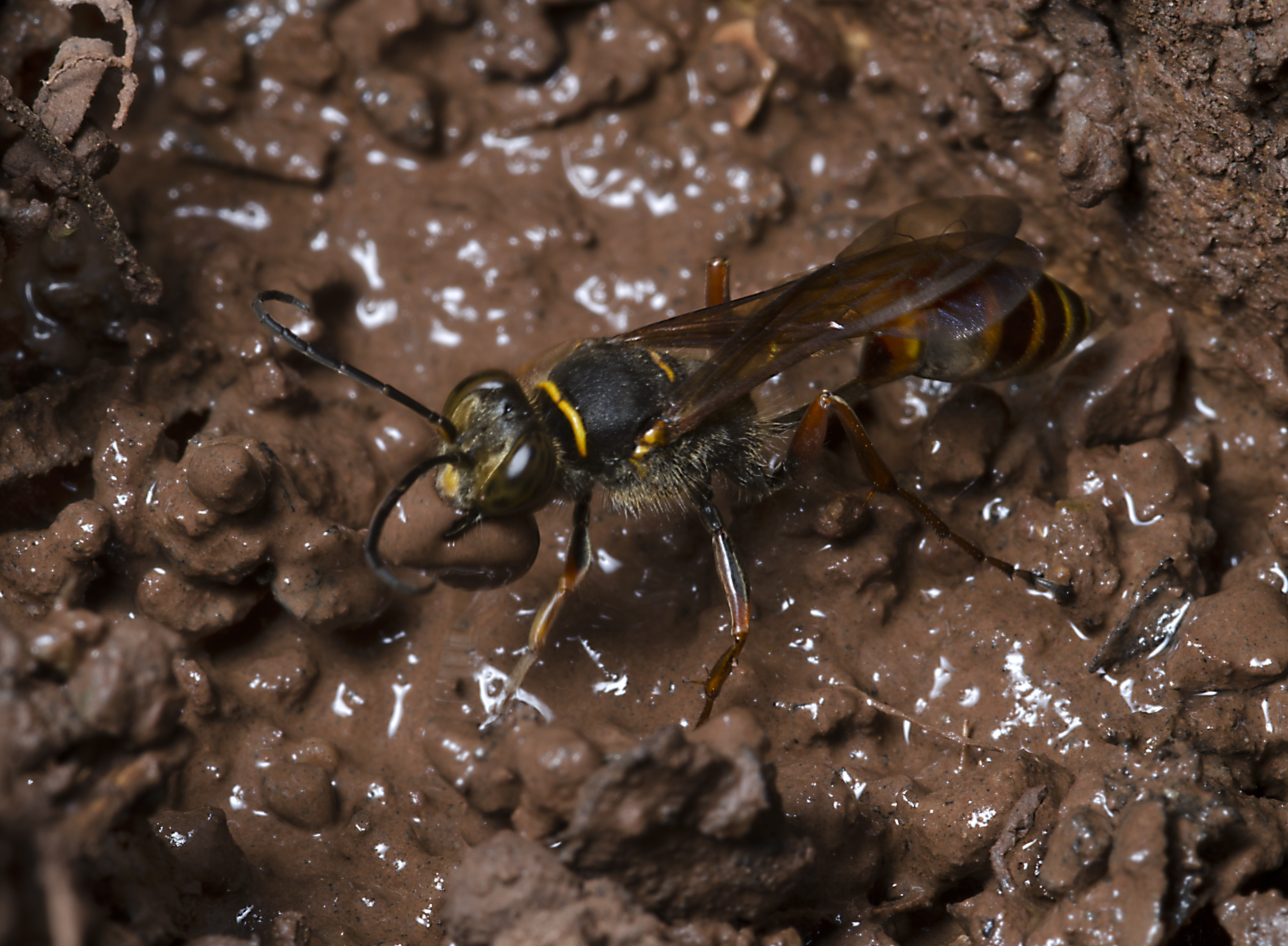
Sceliphron curvatum
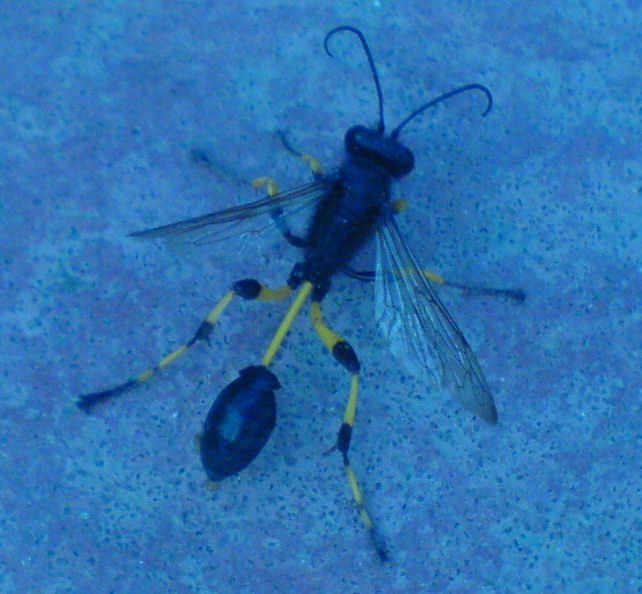
Sceliphron spirifex
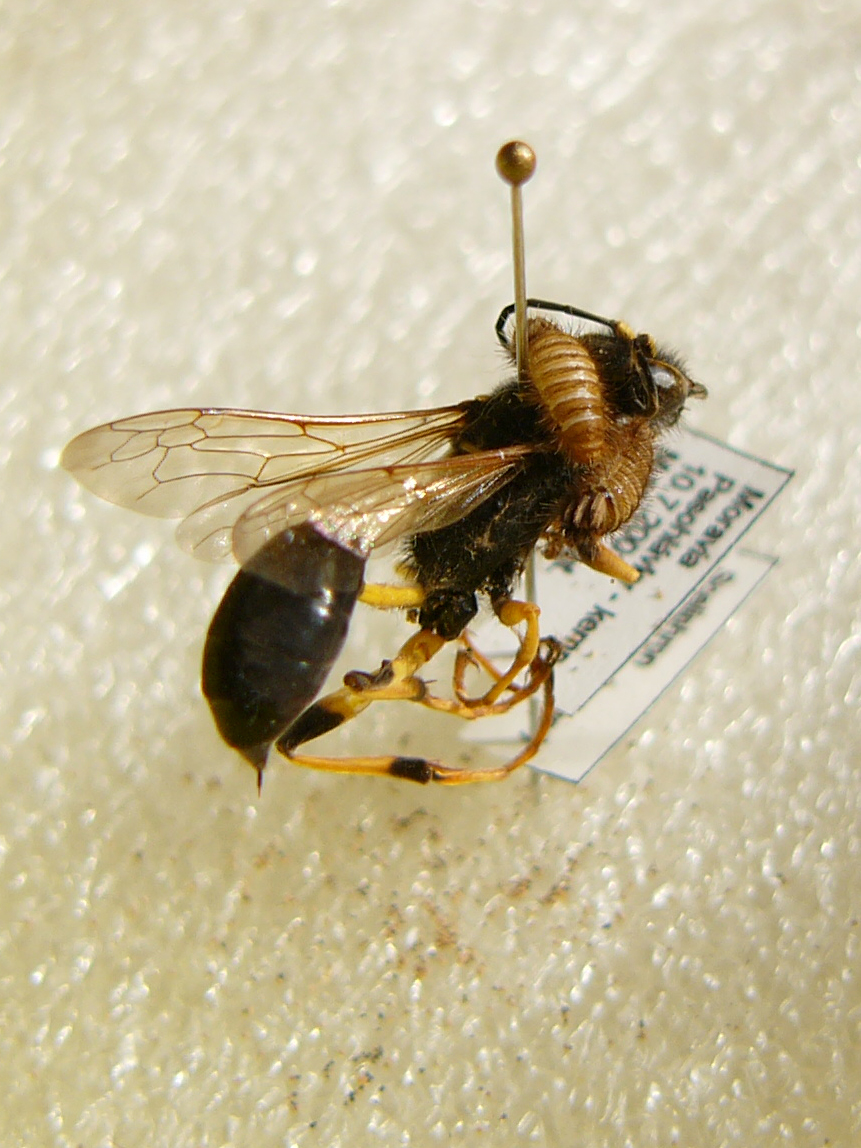
Sceliphron destillatorius
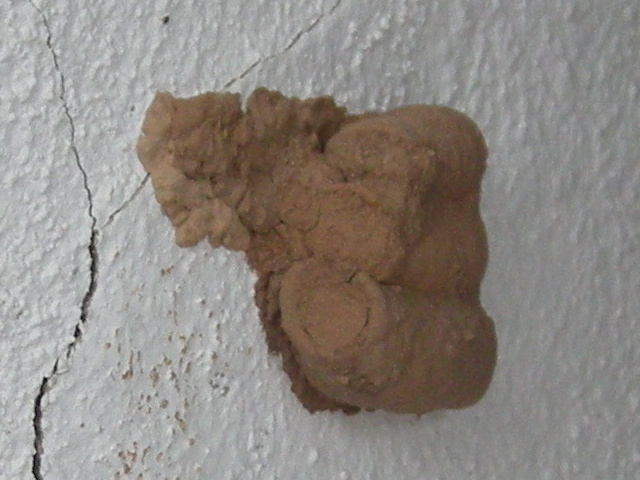
ninho de Sceliphron
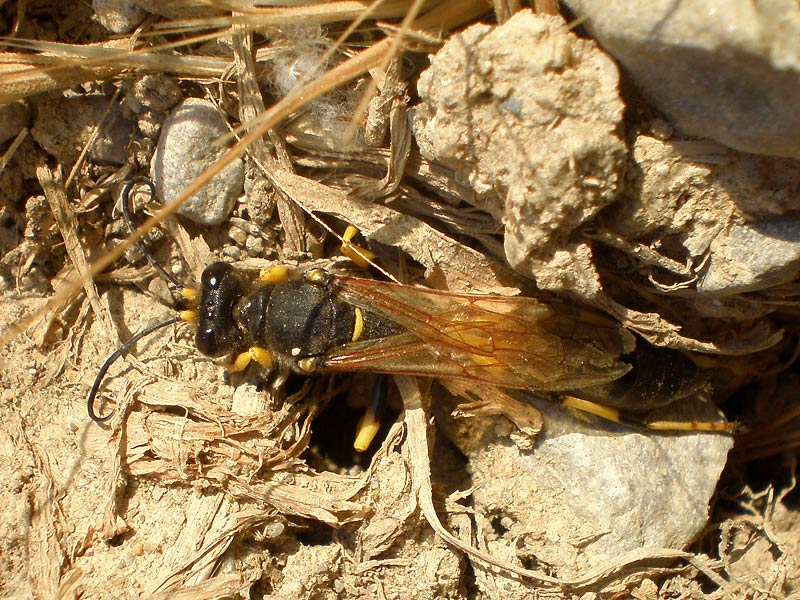
Sceliphron destillatorium